# مانوئل اسپارسا
مانوئل اسپارسا (اسپانیایی: Manuel Esparza‎؛ زادهٔ ۳ دسامبر ۱۹۵۱) دوچرخه‌سوار اهل اسپانیا است. وی در مسابقات تور دو فرانس و جیرو دیتالیا شرکت کرده است.